# Ceratojoppa cornuta
Ceratojoppa cornuta är en stekelart som beskrevs av Cameron 1905. Ceratojoppa cornuta ingår i släktet Ceratojoppa och familjen brokparasitsteklar. Utöver nominatformen finns också underarten C. c. aequatorialis.